# Jozef Schils
Jozef Schils, né le 4 septembre 1931 à Kersbeek-Miskom et mort le 3 mars 2007 à Liège, est un coureur cycliste belge. Professionnel de 1951 à 1965, il compte 108 victoires professionnelles, dont le titre de champion de Belgique sur route 1952. Il fut notamment l'équipier de Fausto Coppi et Raymond Poulidor.

## Palmarès
- 1950
  - 5e étape du Tour du Limbourg amateurs
  - 1re étape du Tour de Belgique amateurs
  - 2e du championnat de Belgique sur route amateurs
- 1951
  - 1re, 4e et 9e étape du Tour de Belgique indépendants
  - 2e du Tour des Flandres des indépendants
  - 3e du Tour de Belgique indépendants
- 1952
  -  Champion de Belgique sur route
  - 3e étape secteur a du Tour de Romandie
- 1953
  - Paris-Tours
  - Prix national de clôture
  - Grand Prix du Brabant wallon
  - Grand Prix Beeckman-De Caluwé
  - Grand Prix d'Hesbaye
- 1954
  - Tour d'Hesbaye
  - Trois villes sœurs
  - Bruxelles-Bost
  - Grand Prix du Brabant wallon
  - Bruxelles-Couvin
  - Trophée des trois pays
  - 3e du Grand Prix Beeckman-De Caluwé
  - 4e de Paris-Bruxelles
- 1955
  - Nokere Koerse
  - Grand Prix de la ville de Vilvorde
  - Hoeilaart-Diest-Hoeilaart
  - 8e de Liège-Bastogne-Liège
  - 8e de Paris-Tours
- 1956
  - Bruxelles-Ingooigem
  - Escaut-Dendre-Lys
  - Coupe Sels
  - Prix de Saint-Lievin-Esse
  - Vlaamse Pijl Kalken
  - 2e du Circuit de l'Ouest à Mons
- 1957
  - Circuit des régions flamandes
  - Flèche halloise
  - Bruxelles-Bost
  - 2e du Circuit Mandel-Lys-Escaut
  - 2e de Bruxelles-Ingooigem
  - 3e de la Coppa Bernocchi
- 1958
  - 5e étape du Tour des Pays-Bas
  - 3e étape du Tour du Levant (contre-la-montre par équipes)
  - 3e étape des Trois jours d'Anvers
  - Anvers-Genk
  - 1re étape du GP Marvan
  - Trophée des trois pays
  - 2e de Milan-Mantoue
  - 2e du Grand Prix Flandria
  - 2e du Prix national de clôture
  - 3e du GP Marvan
  - 4e du Tour de Lombardie
- 1959
  - Circuit des Trois Provinces (Avelgem)
  - 1reb et 5e étapes du Tour du Levant
- 1960
  - Flèche hesbignonne-Cras Avernas
  - Grand Prix d'Isbergues
  - 2e et 4eb étapes du Tour de Belgique
  - Grand Prix de la Basse-Sambre
  - Grand Prix de la ville de Zottegem
  - 4e étape du Tour du Nord
  - Grand Prix du Brabant wallon
  - 2e de Paris-Valenciennes
  - 2e de l'Escaut-Dendre-Lys
  - 2e de la Coupe Sels
  - 3e du Grand Prix Flandria
  - 3e du Grand Prix Raf Jonckheere
  - 3e du Circuit de Flandre orientale
- 1961
  - Prix de Saint-Lievin-Esse
  - Hoegaarden-Anvers-Hoegaarden
- 1962
  - Flèche hesbignonne-Cras Avernas
  - Grand Prix de la ville de Zottegem
  - 3e de la Course des raisins
  - 3e de l'Escaut-Dendre-Lys
  - 10e de la Flèche wallonne
- 1963
  - 2e Circuit du Houtland-Torhout
- 1964
  - 2e du Grand Prix Pino Cerami
  - 2e Circuit du Houtland-Torhout
- 1965
  - 2e de Douai-Jemeppe

## Résultats sur les grands tours

### Tour d'Italie
- 1952 : abandon (2e étape)
- 1955 : non partant (2e étape)
- 1959 : abandon

## Sources
- Claude Sudres, Dictionnaire international du cyclisme, édition 2001, p.420